# Jean-Baptiste Bessières
Jean-Baptiste Bessières, duce de Istria (6 August 1768 - 1 mai 1813), a fost un general și mareșal al Imperiului, încă din prima "promoție" (1804) și a deținut funcția prestigioasă de comandant al cavaleriei Gărzii imperiale.
Fiul unui medic, Jean-Baptiste Bessières ar fi trebuit să îmbrățișeze aceeași profesiune, dar decide în schimb să se înscrie în Garda Națională din Prayssac, apoi face parte din „Garda Constituțională” a regelui Ludovic al XVI-lea al Franței, care încearcă să apere palatul Tuileries contra revoluționarilor. Decide însă să se alăture Revoluției și servește în Garda Națională din Paris, apoi în armata „Pirineilor”, unde câștigă gradele de locotenent și căpitan.  Trece apoi în rândurile armatei din Italia și se remarcă în prima campanie din peninsulă, la comanda „ghizilor” generalului Bonaparte. Este citat de mai multe ori pentru vitejie, ceea ce îi câștigă stima lui Bonaparte, astfel că Bessières participă la Campania franceză din Egipt. Revenind în Franța odată cu Bonaparte, îi asigură acestuia protecția în timpul loviturii de stat de la „18 brumar” și apoi se distinge la Marengo (1800), când șarjează impetuos în fruntea Grenadierilor Călare și a Vânătorilor Călare din Garda Primului Consul. Devine general de brigadă în 1800 și general de divizie în 1802.
Loialitatea sa față de Bonaparte și curajul său inegalabil  îi aduc bastonul de Mareșal, încă din prima promoție din 1804, cu toate că nu comandase niciodată independent. Tot din acest an, Mareșalul devine comandant al cavaleriei nou-createi Gărzi Imperiale, pe care o va conduce aproape neîncetat. Se remarcă în mod deosebit la bătălia de la Austerlitz, unde conduce cavaleria de Gardă, respingând întreaga Gardă rusă iar la bătălia de la Eylau, intervenția cavaleriei sale, conjugată cu cea a lui Murat este decisivă. În 1808, Bessières este trimis în Spania, unde câștigă Bătălia de la Medina del Rio Seco, înainte de a fi rechemat pentru campania din Germania din 1809. În cadrul acestei campanii, Mareșalul comandă întreaga Rezervă de cavalerie, spulberând cavaleria inamică la Landshut, și remarcându-se la bătălia de la Aspern-Essling. Este numit duce de Istria în mai 1809. Apoi, la Wagram, o ghiulea îi ucide calul și, căzând, își pierde cunoștința, motiv pentru care se anunță că Mareșalul ar fi murit, veste la care Napoleon reacționează cu amărăciune: „Bessières, iată o ghiulea frumoasă! Mi-a făcut Garda să plângă.” Mareșalul își revine și, în 1811, petrece câteva luni în Spania și Portugalia, unde se face vinovat de a nu-l fi susținut pe comandantul său, Masséna, ceea ce contribuie la înfrângerea de la Fuentes de Onoro. 
În ciuda reproșurilor pe care i le face, Împăratul nu se poate lipsi de un general atât de loial și valoros, astfel că Bessières participă la Campania din Rusia. Principala sa faptă de arme în timpul acestei campanii este degajarea cartierului general al Împăratului, atacat de 8 000 de cazaci, în dreptul localității Maloiaroslavets. După „teribila retragere”, Bessières devine comandant al întregii cavalerii franceze, în timpul campaniei din Saxa (1813), dar se numără printre primele victime ale campaniei, fiind ucis de o ghiulea, în apropiere de Weissenfels. Numele său este înscris pe Arcul de Triumf din Paris. 